# Alberto Feri
Alberto Feri (24 luglio 1953) è un cantante italiano.

## Biografia
Nel 1972 è uno dei due vincitori, insieme a Gilda Giuliani, del concorso "Voci nuove per Sanremo" con la canzone Sogno d'amore, aggiudicandosi il diritto a partecipare al Festival di Sanremo 1973. Alla manifestazione presenta il brano Ogni volta che mi pare, che risulta essere il primo dei non ammessi alla finale fra quelli presentati nella sua serata.
È stato interprete della sigla del Festival di Sanremo 1975.
Nel 1977 ha formato il gruppo Santarosa, con il quale ha conseguito un buon successo per circa un decennio.

## Discografia

### Singoli
- 1973 - Ogni volta che mi pare/Ma se non è amore cos'è